# Françoise de Nérestang
Françoise de Nérestang (* 14. Oktober 1591 in Le Chambon-Feugerolles; † 16. März 1652 in La Bénisson-Dieu) war eine französische Zisterzienserin, Äbtissin und Klosterreformerin. 

## Leben und Werk
Françoise de Nérestang war die Tochter des unter Heinrich IV. und Ludwig XIII. bedeutenden Heerführers Philibert de Nérestang († 1620), Herr von Aurec-sur-Loire. Sie wurde auf dem damaligen Schloss Chaponost (heute noch Flurname in Le Chambon-Feugerolles) am Ufer des Flusses Ondaine geboren. Ihre Erziehung begann im Alter von sechs Jahren im Kloster Bonlieu (Loire) und wurde ab 1601 in Paris fortgesetzt. Da ihr Vater 1602 vom König die Abtei Mègemont als Geschenk erhielt, beschloss er, seine Tochter als Äbtissin einzusetzen. Sie kehrte in das Kloster Bonlieu zurück, trat 1603 als Novizin in den Zisterzienserorden ein und wurde am 2. Juli 1605 in Le Puy von Bischof Jacques de Serres zur Äbtissin von Mègemont geweiht. Das Kloster Mégemont, das in schlechtem baulichen Zustand war und das ihr Vater renovieren ließ, bezog sie deshalb erst nach weiteren Studien im Kloster Coyroux. 1611 beschloss ihr Vater, dem auch das Zisterzienserkloster La Bénisson-Dieu gehörte, einen Tausch der Konvente, weil ihm La Bénisson-Dieu für Nonnen als geeigneter erschien. Von 1612 bis zu ihrem Tod war sie vierzig Jahre lang Äbtissin von La Bénisson-Dieu.
Unterstützt durch Denis Largentier, Abt von Clairvaux, der sie mehrfach besuchte, reformierte sie ihr Kloster im Sinne des Konzils von Trient, darin ähnlich den gleichaltrigen zisterziensischen Reformäbtissinen Angélique Arnauld, Jeanne de Pourlan und Louise de Ballon. Es gehört zur Besonderheit ihrer Reform, dass sie die äußerste heroische Askese (an der sie schließlich vorzeitig starb) nur von sich selbst verlangte und dem Konvent moderate Bedingungen auferlegte. Sie hinterließ selbst formulierte Gebetstexte, die von ihrem Panegyriker, dem Franziskaner-Rekollekten Chérubin de Marcignac, unter dem Titel „Reliquien heiliger Gedanken“ auf 80 Seiten im Druck herausgegeben wurden.

### Zitat
Etant obligée par toute sorte de raisons de vous aimer, servir et adorer, je le veux faire éternellement en quelque état qu’il vous plaise de me réduire et quand même je saurais indubitablement que votre Justice aurait décrété ma perte et qu’elle aurait arrêté ma condamnation. Je vous supplie au moins, mon cher Maître, de me permettre d’emporter cette consolation dans mon tombeau, d’avoir témoigné par mes actions à tout le Monde que je veux conserver inviolable l’inclination que vous m’avez inspirée de vous rendre les justes devoirs d’un Amour désintéressé, constant et fidèle et d’avoir offert durant ma misérable vie quelque tribut à vos Bontés avant que d’être condamnée à payer ceux que je dois à la Nature et à votre Justice. (Résignation absolue à la Divine Volonté, Schluss, in: Les Reliques, S. 68)
„Da ich nun einmal aus Gründen aller Art verpflichtet bin, Dich zu lieben, Dir zu dienen und Dich anzubeten, so will ich es auf ewig tun, egal in welcher Lage ich mich Deinem Willen entsprechend befände und selbst dann, wenn ich unzweifelhaft wüsste, dass Deine Gerechtigkeit mich zum Untergang bestimmte und meine Verdammung feststünde. Ich flehe Dich aber an, mein geliebter Meister, erlaube mir, wenigstens diesen Trost mit ins Grab zu nehmen, dass ich durch meine Taten vor der ganzen Welt von zwei Dingen Zeugnis abgelegt habe: Immer habe ich die von Dir eingegebene Neigung unversehrt aufrechterhalten, Dich pflichtschuldigst uneigennützig, dauerhaft und treu zu lieben. Und auch Deiner Güte habe ich mein armseliges Leben lang einigen Tribut gezollt, bevor ich dazu verurteilt werde, den Tribut zu zahlen, den ich der Natur und Deiner Gerechtigkeit schulde.“ (Vollständige Ergebung in den Willen Gottes)

## Werke
- Les Reliques des saintes Pensées, de Madame Sœur Françoise de Nerestang, Première Abbesse de la Benisson-Dieu. In: Chérubin de Marcigny (Hrsg.): Le Palais de la Sagesse. Anthoine Cellier, Lyon 1656.